# Dietrich Albrecht (Künstler)
Dietrich Albrecht, auch Albrecht/d. (* 21. April 1944 in Nordhausen in Thüringen; † 12. Februar 2013 in Stuttgart) war ein deutscher Künstler des Fluxus, der Mail Art, der Aktionskunst und anderer avantgardistischer Kunstformen seit den 1970er Jahren.

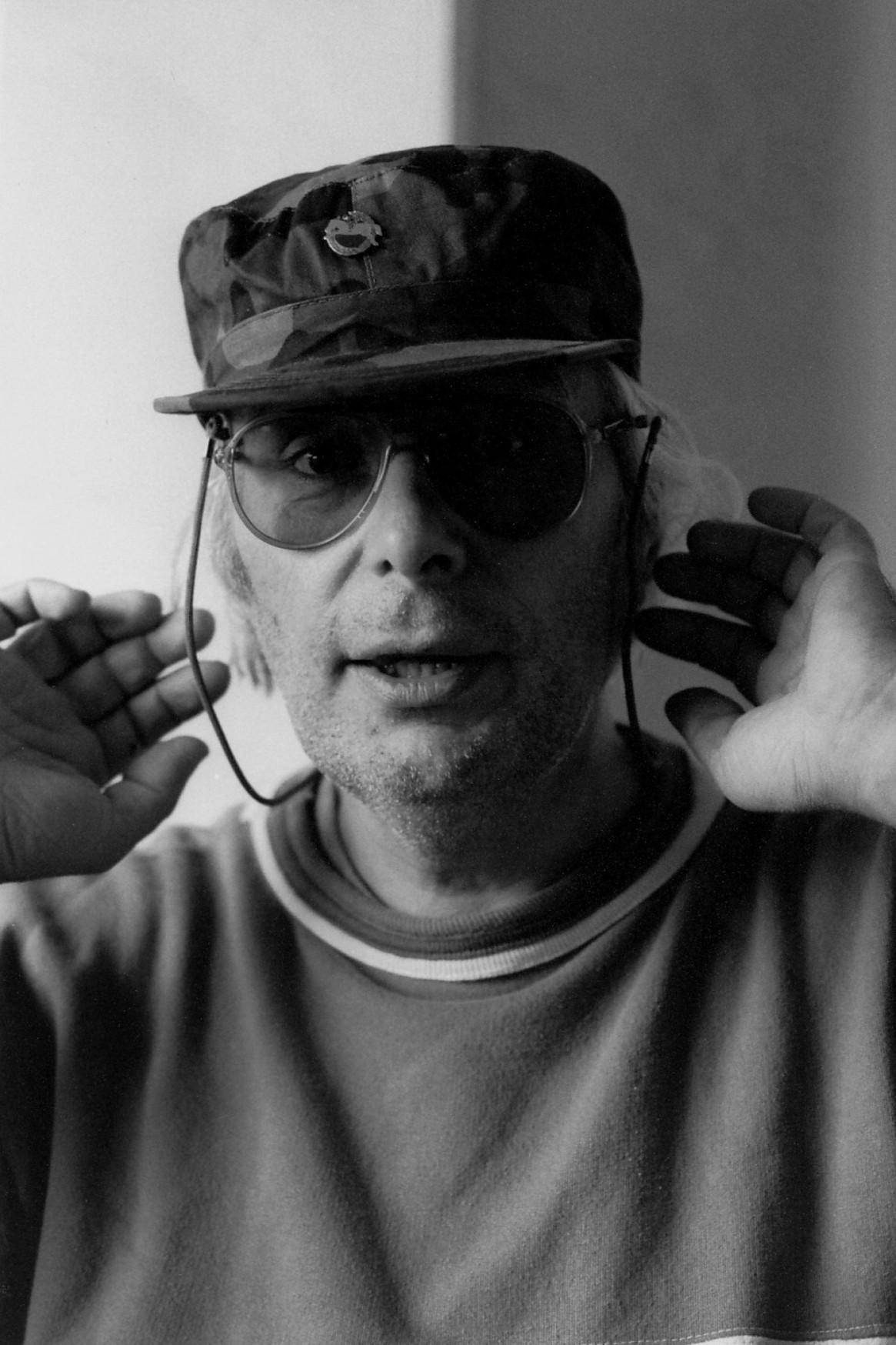
Albrecht, Dietrich 1994

## Leben
Dietrich Albrecht kam 1958 nach Stuttgart, wo bereits seine Mutter lebte. Nach seiner Schulzeit absolvierte er von 1962 bis 1965 eine Ausbildung zum Bankkaufmann. 1966 begann er als Künstler zu arbeiten. Bis zu seiner altersbedingten Entlassung aus dem Schuldienst (1968–2007) arbeitete er als Kunsterzieher, überwiegend an der Rilke-Realschule in Stuttgart.

## Künstlerisches und publizistisches Werk

### Einflüsse
Nach Ansicht des Künstlerkollegen Bernd-Löbach-Hinweiser wurde Albrecht/d. besonders beeinflusst von Raoul Hausmann, mit dem er bis zu dessen Tod kommunizierte und von dem er Texte publizierte, Hans Arp, Kurt Schwitters und John Heartfield. Ab 1965 befasste sich Albrecht/d. mit der Kunstrichtung Fluxus und nahm an diesbezüglichen Aktionen, wie Happenings, teil, oder organisierte diese selbst. In Stuttgart war er mit seiner Happening-Kunst lange Zeit umstritten. Mit seinen Aktionen stand er zunächst fast allein, denn die Kunstszene war noch zu sehr mit der Aufarbeitung des Informel aus den 1950er Jahren beschäftigt.

### Beginn der verlegerischen Arbeit
1968 gründete er die „flug/fluxBlattzeitung“ und seinen Eigenverlag „reflection press“, wo neben der flug/fluxBlattzeitung unterschiedlichste Publikationen, wie Plakate, Pamphlete, Broschüren, Bücher, Tonband-Kassetten auch von anderen Künstlern erschienen, bzw. vertrieben wurden. Darunter waren Günter Sarée, Wolf Vostell, Aloys Ohlmann, Christos Joachimides, Ben Vautier, Friederike Pezold, Milan Knížák, Endre Tót, Yoshio Nakajima, Peter Grohmann, Dietrich Fricker, Marc-Steffen Bremer, Throbbing Gristle und andere. Das Projekt „reflection press“ ging 1988 zu Ende. Bis dahin waren 50 nummerierte und zahlreiche unnummerierte Kunst-Editionen dort erschienen. Unter dem Namen „Kinky Beaux Arts“ setzte Albrecht/d. die verlegerische und publizistische Arbeit fort, allerdings in weitaus geringerem Umfang. Zumeist handelte es sich bei den Publikationen nun um eigene Werke oder Gemeinschaftsproduktionen mit anderen Künstlern.

### Frühe 1970er Jahre, politische Kunst
- 1970 nahm Albrecht/d. an der 10. Tokyo-Biennale teil.
- 1971 gründete er mit Wolf Vostell und Günter Sarée das „Unabhängige Olympische Komitee“ (UOK), dessen Ziel es eigentlich war, das künstlerische Programm der Olympischen Spiele in München 1972 für alternative Kunst zu öffnen. Das Komitee veröffentlichte theoretische Beiträge, ein Plakat zur Komiteegründung und schuf eine eigene Olympiahymne aus Gelächter.[7]
- 1971/72 betätigte sich Albrecht/d. als Sekretär des „Komitees Europa – Lateinamerika“, das von deutschen Linken und lateinamerikanischen Studenten gegründet worden war.
- 1973 beteiligte er sich an der Ausstellung „Kunst im politischen Kampf“ im Kunstverein Hannover, in deren Rahmen auch ein zweitägiges Colloquium stattfand, in dem die Künstler ihre Standpunkte ausführlich darstellen konnten. Dazu waren den Künstlern von den Veranstaltern fünf Fragen gestellt worden. Die Frage „Wen möchten Sie in der Zukunft erreichen?“ beantwortete Albrecht/d. mit den Worten: „Breite Schichten der Bevölkerung, die fast nur über das Medium Fernsehen erreicht werden“. Auf die Frage „Was könnte Ihr Ausstellungsbeitrag bei den Besuchern auslösen?“ antwortete er: „Selbst zu beginnen sich mit politischen Fragestellungen zu beschäftigen und Collagen, Fotomontagen mit politischen Inhalten herzustellen.“ Die Antwort auf die Frage „Was erwarten Sie von dieser Ausstellung? Was soll sie bewirken?“ enthielt ein Statement, das auch eines der Leitmotive seiner künstlerischen Arbeit war: „Nicht Exklusives in aufwendigen Drucktechniken für das Kunstpublikum zu produzieren, sondern Reproduktionstechniken (Offsetdruck, Fotokopie etc.) einzusetzen, um mehr Personen als nur wenige ‚Insider‘ anzusprechen.“[8] Anfang der 1970er Jahre ging Albrecht/d. zu Fluxus auf Distanz, da seiner Meinung nach viele Künstler dies nur als L’art pour l’art betrieben.[9] Albrecht/d. ging auch immer wieder ungewohnte Wege, um Menschen außerhalb der Welt der Museen und Galerien zu erreichen. So stellte er 1988 bei „2nd Hand Records“ in Stuttgart und im Kreiskrankenhaus Gaildorf aus sowie in Kulturzentren und Cafés. Es war ihm stets ein Anliegen, dass seine Kunst einen Platz im Alltag der Menschen bekommt.

### Internationale Aktivitäten
1974 nahm Albrecht/d. an der Ausstellung „art into society – society into art“ am Institute of Contemporary Arts (ICA) in London teil. Dort kam es zu einem gemeinsamen Konzert mit Joseph Beuys, den er bereits 1968 in Stuttgart kennengelernt hatte. Von dem Konzert gibt es einen Mitschnitt auf LP, der bei Albrecht/d. erschienen ist.
Weitere internationale Beteiligungen waren die 10. Biennale de Paris 1977, Das Festival „Feu Rouge“ in Straßburg 1980, „USINE PALI KAO“ in Paris 1982, „Mercato Del Sale (Ugo Carrega)“, Mailand 1985, „40 Jahre Kunst in Deutschland 1945–1985“, Taipeh Fine Arts Museum, Taipeh 1985/86, „Medium Photocopy“ im Goethe-Haus New York 1988 und das „Performance Festival“ in Zürich 1989.

### Bedeutende Teilnahmen und Einzelausstellungen in Deutschland
- 1978 zeigte die Staatsgalerie Stuttgart 111 Postkarten in einer Einzelausstellung. Werke von ihm waren dort auch vertreten in den Ausstellungen „Die Handzeichnung der Gegenwart II“ (1982) und „Der Klang der Bilder“, (1985).
- 1983 gehörte Albrecht/d. dem künstlerischen Beirat des Württembergischen Kunstvereins Stuttgart (WKV) an. Er war Mitorganisator der Ausstellung „Politische Collage“ im WKV, Mitautor und Mitherausgeber der Begleitdokumentation.

#### Im Württembergischen Kunstverein war Albrecht/d. immer wieder an Ausstellungen beteiligt
- 1975 „50 Jahre Württembergische Kunst“
- 1978 „16 Künstler“
- 1984 „Kunstlandschaft Bundesrepublik“ Kunstverein Kassel und Württembergischer Kunstverein Stuttgart
- 1986 „Im Material“

#### Bedeutende Einzelausstellungen
- 1978 111 Postkarten, Staatsgalerie Stuttgart
- 1989 Galerie im Zwinger, St. Wendel
- 1992 GEWALT als perpetuum mobile … und der Weg zur Erkenntnis der Leere!, Städtisches Museum Schloß Salder, Salzgitter[11]

### Musikalische Entwicklung
Bereits seit Ende der 1960er Jahre befasste sich Albrecht/d. mit musikalischen Ausdrucksformen. Bis 1971 inszenierte er diverse Fluxus-Konzerte in Göttingen, Köln, Stuttgart und Kirchheim/Teck. Führte er seine Musik zunächst unter dem Oberbegriff „Dilletantism“ auf, so entstand daraus 1972 eine „Musik der Stille und der Meditation“ und ab 1973 das Konzept zur „endless music“, was er mit „Musik für die Unendlichkeit“ übersetzte. Grundgedanken waren balinesische Einflüsse und Elemente der buddhistischen Weltsicht. Auch wenn die Performance-Konzepte und ihre Namen sich änderten, blieben diese Grundgedanken in seinem musikalischen Werk immer konstant.
Albrecht/d. baute seine Instrumente überwiegend selbst. Es waren häufig Perkussionsinstrumente, aber auch Saiten-Instrumente und bespielbare Installationen mit Drahtseilen, die 5 Meter und länger sein konnten. Er experimentierte auch mit Blasinstrumenten.
- 1974 erschien die LP „endless music“.
- 1976 veröffentlichte er auf reflection press mehrere Mitschnitte auf Tonband-Kassetten, die er im Juli des Jahres mit Throbbing Gristle in London aufgenommen hatte (“music from the death factory”, „Live at Martello Street“ und „Throbbing Gristle et Albrecht/d. 23. Juli 1976“). Es waren die ersten Veröffentlichungen von Throbbing Gristle in Deutschland.[12]
- 1978 bestellte Radio Bremen bei ihm eine Komposition für die Reihe „Pro Musica Nova“.
- 1985 veröffentlichte er eine LP mit Ausschnitten aus seinem bisherigen musikalischen Schaffen.
- danach entstanden immer wieder Kassettenmitschnitte, später auch Filme seiner musikalischen Performances.
- 2012 die Veröffentlichung der Doppel-LP „Exorcismes From All My Fingers - Edition ALBRECHT/d.“ für Mama Baer
- 2012 veröffentlichte er mit Kommissar Hjuler das gemeinsam entstandene Stück „Fast ein Telefonat“ als CD-R, später veranlasste ein Telefonat unmittelbar vor Albrecht/d.s Tod Kommissar Hjuler dazu, die Tonträger-Serie FLUXUS +/- zu starten, die Albrecht/d. gewidmet ist.[13]
- 2020 erschienen die LPs „Kein Leporello/Leporello“, ALBRECHT/d./Kommissar Hjuler, „Bullshit & two COUM transmissions“, ALBRECHT/d./Angela Merkel/Kommissar Hjuler und Frau und die 7inch EP „Feldpost“ ALBRECHT/d. & Mama Baer.

### Bildende Kunst
Zu den Techniken, mit denen Albrecht/d. Menschen ansprechen und für Kunst, aber auch für politische und soziale Themen gewinnen wollte, gehörten Vervielfältigungstechniken. Albrecht/d. hat sich intensiv mit Druck- und Kopiertechniken beschäftigt. Im Designbuch Verlag Cremlingen erschien dazu ein Buch. In Stuttgart bot er immer wieder Copy-Workshops an, um Menschen für die Technologie, vor allem die der aufkommenden Farbkopierer, und ihre künstlerische Nutzung zu propagieren.
Eine wesentliche Rolle in seinem Schaffen spielten Postkarten, mit denen er gezielt bildhafte Aussagen an bekannte Adressaten verschicken konnte und als Reaktion darauf im Gegenzug ebenfalls solche künstlerisch gestalteten Karten zu erhalten. Auch Briefumschläge, eigene Briefmarken, eigene Banknoten, Telegramme, Pakete und Versandrollen gehörten ebenso zu den „Trägern der Botschaften“. Er beteiligte sich oft an Mail-Art-Aktionen. Neben Plakaten und Einzelblättern begann Albrecht/d. bereits zu Beginn der 1970er Jahre kopierte und bearbeitete Blätter auf Karton aufzukleben und diese mit Paketschnur zu sogenannten Ensembles zusammenzubinden. So entstanden kaleidoskopartige Gebilde und Leporellos, die unterschiedliche Aspekte und Motive zueinander in Bezug setzten. Gleichzeitig ermöglichte diese Konzeption die Schaffung von Dreidimensionalität durch das Herausstellen und Abwinkeln von Teilen des Ensembles.

### Politisches und soziales Engagement
Zum Verständnis des politischen Künstlers gehörte für Albrecht/d. aber auch ein soziales Engagement. Er unterstützte Solidaritätsaktionen mit anderen Künstlern, nahm teil an der von Aloys Ohlmann initiierten Aktion „Bilder für Afrika“ und förderte die Initiative, diese 1988 im Theaterhaus Stuttgart zu zeigen. Er beteiligte sich an der Aktion „Wählt EinwanderInnen ins Rathaus“ zur Stuttgarter Gemeinderatswahl am 22. Oktober 1989 und unterstützte die Stuttgarter Nichtseßhaftenhilfe.
1983 spendete er Arbeiten für die Initiative „Deutsche Künstler helfen Polnischen Künstlern“, 1993 beteiligte er sich an der Aktion „Kunst für Schokolade“, deren Erlös Kindern in Tuzla zur Zeit des Bosnienkriegs zugutekam. Der Kunstsammler Alexander Baier schrieb 1992 im Vorwort zum Katalog der Ausstellung „GEWALT als ein perpetuum mobile…“ im Schloß Salder, dass Albrecht/d. ein gutes Beispiel für ein die Jahrzehnte ungebrochenes idealistisches, politisches (aber nicht parteipolitisches) soziales Engagement eines Künstlers sei.

### Einfluss und Wirkung
Trotz seiner zahlreichen Aktivitäten blieb Albrecht/d. in Stuttgart ein Fremdkörper und nur in bestimmten Kreisen anerkannt. Seine fortwährende Kritik am Kunstbetrieb, seine Vorliebe für das Subversive und auch teilweise seine Weigerung sich Trends anzupassen, standen einer breiteren Akzeptanz im Wege. So äußerte er sich Freunden wie Georg Mühleck oder Christa Düwell gegenüber dahingehend, dass seine Arbeit „überall auf der Welt mehr geschätzt wird als in Stuttgart“. Dennoch wollte er das „Stuttgarter Exil“ (Albrecht/d.) nicht verlassen. Auch nach der Wiedervereinigung kam eine Rückkehr nach Nordhausen für ihn nicht in Frage.
Wie viele andere Künstler hatte Albrecht/d. ab ca. 1979 auch Kontakt zur Punk-Szene, deren Direktheit, Aktionismus, Dilettantismus und Subversivität ihn faszinierten. Aus gemeinsamen Auftritten und Aktionen bildeten sich ebenfalls langjährige Freundschaften heraus, die bis über seinen Tod nachwirkten und so auch zur Initiative „Ein Abend für Albrecht/d.“ am 4. Dezember 2015 und der zugehörigen Ausstellung im Württembergischen Kunstverein (4. Dezember 2015 – 17. Januar 2016) führten.
Albrecht/d. war verheiratet mit der japanischen Malerin Kyoko Ima. Er starb am 12. Februar 2013 in seiner Wohnung in Stuttgart Bad Cannstatt und liegt auf dem Pragfriedhof begraben.